# Андрущине
Андру́щине — село в Україні, у Білоцерківській сільській громаді, Миргородського району, Полтавської області. Населення становить 13 осіб (на 2001 рік).

## Географія
Село Андрущине примикає до села Кравченки, на відстані 0,5 км розташоване село Говори. Поруч з селом протікає пересихаючий струмок із загатою.
Віддаль до селища Велика Багачка — 41 км. Найближча залізнична станція Сагайдак — за 42 км.

## Історія
Село Андрущине виникло у другій половині XIX століття як хутір Остапіської волості Хорольського повіту Полтавської губернії.
На карті 1869 року поселення було позначене як хутір Андруських.
Назва хутора походить від прізвища перших поселенців — Андруських.
У січні 1918 року в Андрущиному розпочалась радянська окупація
У 1926 році Андрущине входило до Остапівського району Лубенської округи.
З 14 вересня 1941 по 23 вересня 1943 року Андрущине було окуповане німецько-фашистськими військами.
Село входило до Рокитянської сільської ради Великобагачанського району.
13 жовтня 2016 року шляхом об'єднання Корнієнківської та Рокитянської сільських рад Великобагачанського району була утворена Рокитянська сільська об'єднана територіальна громада з адміністративним центром у с. Рокита.
З 2020 року входить до складу Білоцерківської сільської громади.

## Населення

### Мова
Розподіл населення за рідною мовою за даними перепису 2001 року:
| Мова       | Кількість | Відсоток |
| ---------- | --------- | -------- |
| українська | 13        | 100%     |